# Tecnico di anestesia
L'infermiere di anestesia o infermiere anestesista è una figura oggi equiparata all'infermiere di sala operatoria, che lavora non al tavolo operatorio come strumentista ma al di fuori del campo sterile.
Costui ha responsabilità che vanno dall'affiancamento all'anestesista nelle manovre riguardanti le varie forme di anestesia, in aiuto del chirurgo per quelle manovre sempre al di fuori dei campi sterili, collabora con lo strumentista per gestire ed allestire il materiale che va portato all'interno del campo sterile.

## In Italia
Questa figura non è stata mai riconosciuta né da enti locali né a livello nazionale, anche se il vecchio mansionario, o DPR 225 del 1974 prevedeva, nel percorso post formazione dell'allora infermiere professionale, una figura specializzata che assumeva il nome di “Infermiere professionale specializzato in anestesia, rianimazione e terapia intensiva”, e poneva questo operatore alle dirette dipendenze del primario e non del capo sala come gli altri Infermieri professionali dell'epoca.
Alcune scuole per Infermieri professionali, come quella di San Giovanni in Laterano, a Roma, produssero corsi di formazione della durata di un anno scolastico circa, che rilasciava diploma con questa qualifica, così come indicata dall'art 4 del DPR citato.
La definizione corretta ai fini contrattuali e di livello retributivo oggi è comunque infermiere in quanto questo personale è assunto con questa qualifica (nel gruppo delle categorie professionali inserite al livello 'D' o 'DS' del contratto nazionale della sanità pubblica).

## In Svizzera
In Svizzera vi è la netta separazione tra il tecnico di anestesia e l'infermiere anestesista. Quest'ultimo, affronta un percorso formativo di specializzazione post diploma o laurea breve e diventa “Infermiere/a esperto in cure di anestesia” (dipl. SPD SSS). Gli infermieri esperti in cure anestesia sono formati specificamente per lavorare in un'équipe d'anestesia; lavorano sotto la sorveglianza e la responsabilità del medico anestesista.
Nella sala operatoria sono incaricati in modo particolare della preparazione e del controllo del carrello d'anestesia e dei medicinali, dell'esecuzione e della sorveglianza dell'anestesia per tutta la durata dell'intervento. Possono trattare e mantenere autonomamente pazienti di classe ASA I e II, mentre in collaborazione o sotto supervisione del medico anestesista responsabile le classi più gravi.
Nella loro attività rientrano le cure infermieristiche al malato che eseguono invece in modo totalmente autonomo.
I compiti principali dell'infermiere e dell'infermiera anestesista si possono così riassumere:
- presa a carico globale del paziente al suo arrivo in sala operatoria
- assistenza al medico nella preparazione del paziente alla narcosi
- sorveglianza ed esecuzione dell'anestesia sotto il controllo del medico competente
- messa in atto delle misure di urgenza in caso di rianimazione cardiopolmonare o complicazioni gravi del paziente, sorveglianza post-operatoria dei pazienti con disturbi dell'equilibrio vitale
- manutenzione, preparazione ed uso del materiale, degli strumenti e degli apparecchi necessari per l'anestesia generale, l'anestesia loco-regionale e la rianimazione; preparazione dei medicamenti e degli agenti anestetici.

In alcuni ospedali l'infermiere e l'infermiera anestesista sono chiamati a intervenire quando un paziente subisce repentine complicazioni.